# Ladies Open Lausanne 2022
Ladies Open Lausanne 2022 byl profesionální tenisový turnaj ženského okruhu WTA Tour, který se odehrával na otevřených antukových dvorcích Tennis Clubu Stade-Lausanne. Probíhal mezi 11. až 17. červencem 2022 ve švýcarském Lausanne jako dvacátý devátý ročník turnaje.  
Turnaj dotovaný 251 750 dolary se řadil do kategorie WTA 250. Nejvýše nasazenou hráčkou ve dvouhře se stala sedmá tenistka světa Danielle Collinsová ze Spojených států, kterou po nevyužití tří mečbolů na úvod vyřadila Švýcarka Simona Waltertová. Jako poslední přímá účastnice do dvouhry nastoupila 93. hráčka žebříčku, Francouzka Clara Burelová.
V důsledku invaze Ruska na Ukrajinu na konci února 2022 řídící organizace tenisu ATP, WTA a ITF s grandslamy rozhodly, že ruští a běloruští tenisté mohli dále na okruzích startovat, ale do odvolání nikoli pod vlajkami Ruska a Běloruska.
Druhý singlový titul na okruhu WTA Tour vybojovala 31letá Chorvatka Petra Martićová. Čtyřhru ovládl srbsko-francouzský pár Olga Danilovićová a Kristina Mladenovicová, jehož členky získaly premiérovou společnou trofej.

## Rozdělení bodů a finančních odměn

### Rozdělení bodů
| Soutěž  | Soutěž      | vítězky | finalistky | semifinalistky | čtvrtfinalistky | 16 v kole | 32 v kole | Q  | Q2 | Q1 |
| ------- | ----------- | ------- | ---------- | -------------- | --------------- | --------- | --------- | -- | -- | -- |
| dvouhra | [ 2 ] [ 7 ] | 280     | 180        | 110            | 60              | 30        | 1         | 18 | 12 | 1  |
| čtyřhra | [ 8 ]       | 280     | 180        | 110            | 60              | 1         | —         | —  | —  | —  |

### Finanční odměny
| Soutěž                                | Soutěž      | vítězky  | finalistky | semifinalistky | čtvrtfinalistky | 16 v kole | 32 v kole | Q2      | Q1      |
| ------------------------------------- | ----------- | -------- | ---------- | -------------- | --------------- | --------- | --------- | ------- | ------- |
| dvouhra                               | [ 2 ] [ 7 ] | 33 200 $ | 19 750 $   | 11 000 $       | 6 200 $         | 3 800 $   | 2 725 $   | 2 000 $ | 1 300 $ |
| čtyřhra                               | [ 8 ]       | 12 000 $ | 6 700 $    | 3 950 $        | 2 350 $         | 1 800 $   | —         | —       | —       |
| částky ve čtyřhře jsou uváděny na pár |             |          |            |                |                 |           |           |         |         |

## Ženská dvouhra

### Nasazení
| Stát                           | Hráčka                    | WTA | Nasazení |
| ------------------------------ | ------------------------- | --- | -------- |
| USA                            | Danielle Collinsová       | 8.  | 1.       |
| Švýcarsko                      | Belinda Bencicová         | 16. | 2.       |
| Rumunsko                       | Irina-Camelia Beguová     | 43. | 3.       |
| Španělsko                      | Sara Sorribesová Tormová  | 45. | 4.       |
| Španělsko                      | Nuria Párrizasová Díazová | 51. | 5.       |
| Francie                        | Caroline Garciaová        | 55. | 6.       |
| Slovinsko                      | Tamara Zidanšeková        | 60. | 7.       |
|                                | Varvara Gračovová         | 69. | 8.       |
| Žebříček WTA k 27. červnu 2022 |                           |     |          |

### Jiné formy účasti
Následující hráčky obdržely divokou kartu do hlavní soutěže:
- Susan Bandecchiová
- Kristina Mladenovicová
- Simona Waltertová

Následující hráčky postoupily z kvalifikace:
- Erika Andrejevová
- Anna Blinkovová
- Cristina Bucșová
- Olga Danilovićová
- Léolia Jeanjeanová
- Eva Lysová

### Odhlášení
před zahájením turnaje
- Alizé Cornetová → nahradila ji  Misaki Doiová
- Camila Giorgiová → nahradila ji  Lauren Davisová
- Darja Kasatkinová → nahradila ji  Tamara Korpatschová
- Dajana Jastremská → nahradila ji  Jule Niemeierová
- Maryna Zanevská → nahradila ji  Ču Lin

v průběhu turnajw
- Tatjana Mariová (poranění levé kyčle)[2]

## Ženská čtyřhra

### Nasazení
| Stát                                                                          | Hráčka            | Stát             | Hráčka                | WTA  | Nasazení |
| ----------------------------------------------------------------------------- | ----------------- | ---------------- | --------------------- | ---- | -------- |
| Chile                                                                         | Alexa Guarachiová | USA              | Asia Muhammadová      | 65.  | 1.       |
| Norsko                                                                        | Ulrikke Eikeriová | Slovinsko        | Tamara Zidanšeková    | 118. | 2.       |
|                                                                               | Anna Kalinská     | Rumunsko         | Ioana Raluca Olaruová | 121. | 3.       |
| Čínská Tchaj-pej                                                              | Čan Chao-čching   | Čínská Tchaj-pej | Latisha Chan          | 145. | 4.       |
| Žebříček WTA k 27. červnu 2022; číslo je součtem umístění obou členek dvojice |                   |                  |                       |      |          |

### Jiné formy účasti
Následující páry obdržely divokou kartu do čtyřhry:
- Susan Bandecchiová /  Simona Waltertová
- Ylena In-Albonová /  Xenia Knollová

### Odhlášení
před zahájením turnaje
- Monique Adamczaková /  Rosalie van der Hoeková → nahradily je  Arianne Hartonová /  Rosalie van der Hoeková

v průhěhu turnaje
- Anna Kalinská /  Ioana Raluca Olaruová (zranění pravého hlezna Kalinské)[8]
- Ulrikke Eikeriová /  Tamara Zidanšeková (pozitivní covidový test Zidanšekové)[9]

## Přehled finále

### Ženská dvouhra
- Petra Martićová vs.  Olga Danilovićová, 6–4, 6–2

### Ženská čtyřhra
- Olga Danilovićová /  Kristina Mladenovicová vs.  Ulrikke Eikeriová /  Tamara Zidanšeková, bez boje